# Alberon I van Leuven
Alberon I van Leuven (1070 - 1 januari 1128) was van 1123 tot aan zijn overlijden de 29e bisschop van Luik.

## Levensloop

### Jeugd
Alberon was de derde zoon van de graaf van Leuven Hendrik II en van Adela van Teisterbant. Hij was nog zeer jong toen hij kanunnik werd van de Sint-Stefanuskerk van Metz.

### Benoeming tot bisschop
Na de plotse dood in verdachte omstandigheden van Frederik van Namen in 1121 duidde keizer Hendrik V aartsdiaken Alexander van Gulik, zoon van graaf Gerard III van Gulik, aan als nieuwe bisschop. Alexander werd echter door niemand aanvaard omdat er verdachtmakingen rond hem waren in verband met de moord op Frederik van Namen. Frederik I van Schwarzenberg, metropoliet en  aartsbisschop van Keulen weigerde hem te wijden en Alexander trok zich terug waardoor de bisschopszetel vacant bleef.
Het daaropvolgende jaar werd het Concordaat van Worms getekend tussen paus Calixtus II en keizer Hendrik V waardoor de paus het geestelijk gezag kreeg over de bisschoppen. In 1123 werd uiteindelijk Alberon van Leuven tot nieuwe bisschop van Luik gewijd door aartsbisschop Fredrik van Schwarzenberg.

### Alberon als bisschop
De ambtsperiode van Alberon werd gekenmerkt door een grote eenvoud. Een van zijn eerste zorgen was het verjagen van de opstandelingen van het grondgebied van het bisdom. Zij verschansten zich op het kasteel van Valkenburg dat bewoond werd door Gosewijn I van Valkenburg-Heinsberg. De bisschop kon, met de hulp van zijn broer Godfried I van Leuven die de troepen van de keizer aanvoerde, de opstandelingen in 1122 verjagen en het kasteel vernietigen.
Alberon liet verscheidene kloosters en abdijen oprichten in zijn bisdom. De abdijkerk van de abdij van Sint-Gillis werd door hem ingewijd in 1126.

## Overlijden
Alberon stierf op 1 januari 1128 en ligt begraven aan de voet van het altaar van de Sint-Gilliskerk. Tijdens werken in 1892 werd de grafsteen uit 1646 teruggevonden. De oorspronkelijke grafsteen werd na het in brand steken van de kerk door de troepen van Willem van Oranje in 1568 vernield.
- Gemeinsame Normdatei: 136583776
- Virtual International Authority File: 80903234